# 马秦 (东汉)
马秦（2世纪？—218年），东汉末年广汉郡郪县（今四川省三台县南郪江镇）人。
郪县当时有高、马两家，世代掌管部曲，马秦、高胜就是高、马两家的人。建安二十三年（218年），马秦和高家的高胜等人在郪县起事，聚众数万人，至犍为郡资中县。当时刘备正在攻打汉中，犍为太守李严不等刘备调集其他兵马，只率犍为郡五千士兵前往讨伐，将马秦、高胜等人斩首。其同党都四散，复归民籍。